# هرمان هاچرل
هرمان هاچرل (انگلیسی: Hermann Höcherl; زاده ۳۱ مارس ۱۹۱۲ – درگذشته ۱۸ مهٔ ۱۹۸۹) سیاست‌مدار اهل آلمان بود.
هرمان هاچرل در ۱۸ مه ۱۹۸۹، در سن ۷۷ سالگی درگذشت.